# TT365
La tombe thébaine TT 365 est située à El-Khokha, dans la nécropole thébaine, sur la rive ouest du Nil, face à Louxor en Égypte.
C'est la sépulture de Néferménou, gardien des perruquiers d'Amon à Karnak, scribe du trésor d'Amon durant le règne de Thoutmôsis III (XVIIIe dynastie).